# Нетребівська сільська рада
| Нетребівська сільська рада — колишній орган місцевого самоврядування у Томашпільському районі Вінницької області з адміністративним центром у с. Нетребівка. Сільській раді підпорядковані населені пункти: - с. Нетребівка |

## Склад ради
Рада складається з 16 депутатів та голови.

## Керівний склад сільської ради
| ПІБ                         | Основні відомості                                                               | Дата обрання | Дата звільнення |
| --------------------------- | ------------------------------------------------------------------------------- | ------------ | --------------- |
| Дубчик Валентина Михайлівна | Сільський голова, 1964 року народження, освіта                                  | 26.03.2006   | 31.10.2010      |
| Дубчик Валентина Михайлівна | Сільський голова, 1964 року народження, освіта середня спеціальна, позапартійна | 31.10.2010   |                 |

Примітка: таблиця складена за даними джерела